# Analogie (biologie)

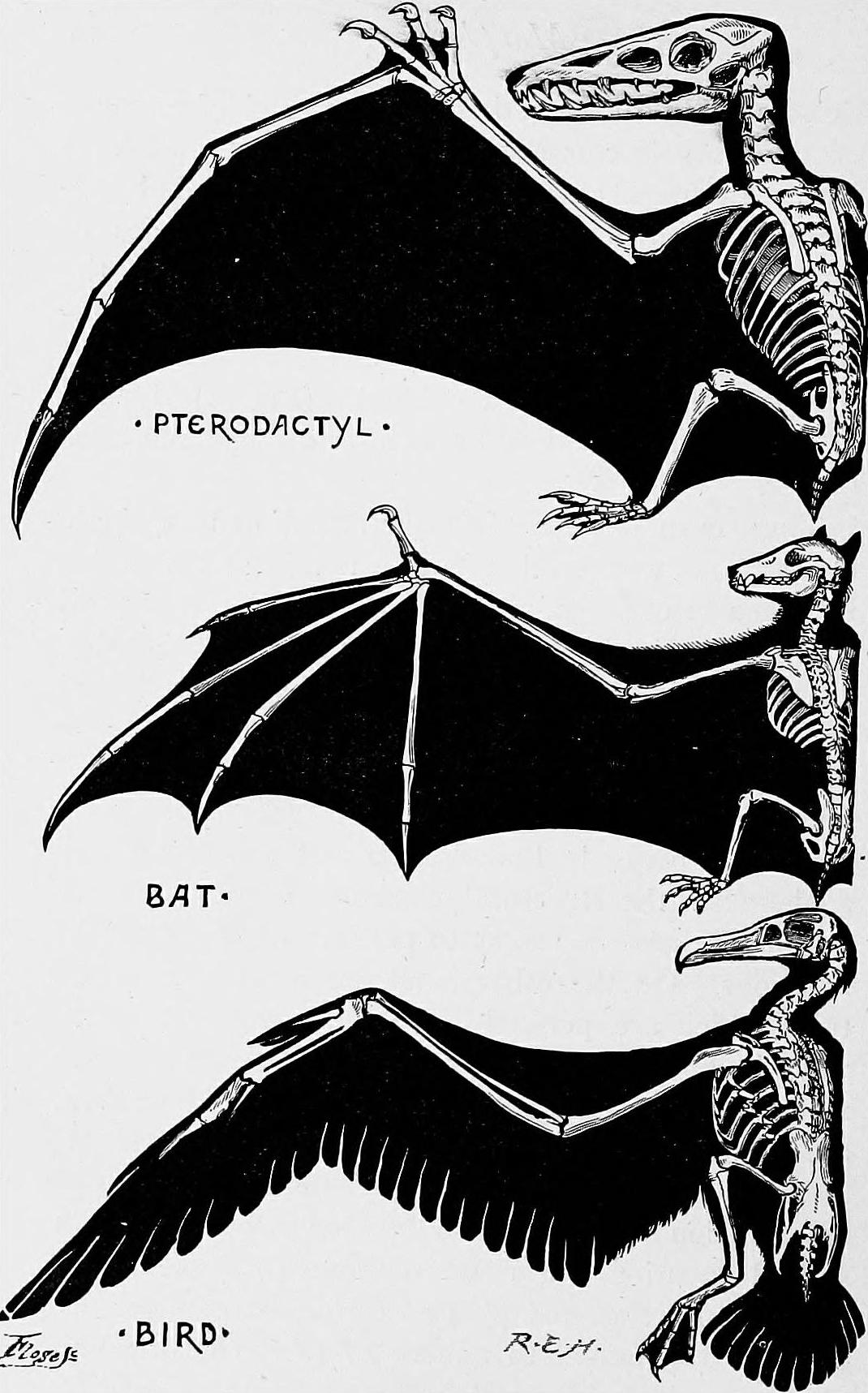
De vleugels van een pterosauriër (1), vleermuis (2) en vogel (3) zijn analoog: ze dienen dezelfde functie en zijn gelijkend in structuur, maar zijn elk afzonderlijk ontwikkeld.

Analogie is de ontwikkeling van gelijkende functies bij verschillende soorten die evolutionair gezien afzonderlijk tot stand zijn gekomen. Veelal is er sprake van verschillende mechanismes. Het optreden van analogie is een vorm van convergente evolutie.
Analogie staat tegenover homologie waarbij twee structuren een gezamenlijke afkomst en hoofdstructuur hebben. Soms behouden homologe structuren de oorspronkelijke functie en soms ontwikkelt zich (dankzij verschillen in milieu) een volledig nieuwe (bijvoorbeeld de vleugels van vogels tegenover de voorpoten van zoogdieren).